# Kalön

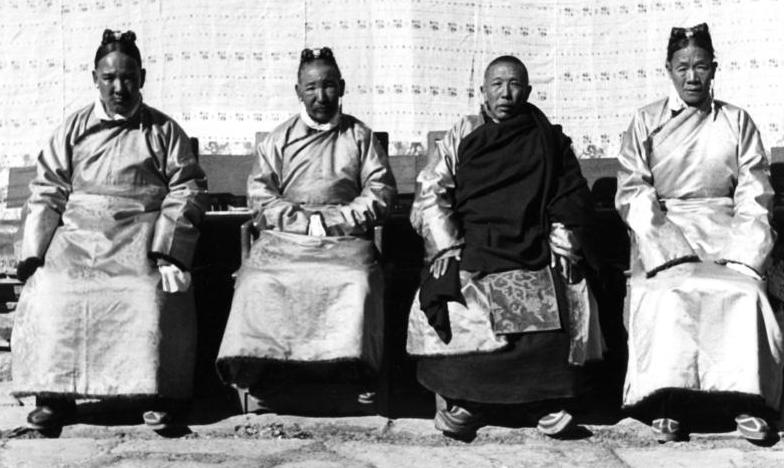
Kälon en 1938

Un kalön (tibétain : བཀའ་བློན་, Wylie : bkaʼ-blon, THL : kalön, dialecte de Lhassa API : kálø ou shape ; translittération en chinois simplifié : 噶伦 ; chinois traditionnel : 噶倫 ; pinyin : gálún) est un ministre dans le gouvernement tibétain, qui siège au kashag, dans le gouvernement tibétain. Le kashag a été créé en 1721 a été créée par le gouvernement central de la dynastie Qing, sous le règne de Kangxi.
À partir de 1751, avec l'ordonnance en treize points de l'empereur Qianlong, le dalaï-lama devient le chef du gouvernement, se fait assister du kashag et y désigne les kalön,.
Le kalön tripa (zh) (tibétain : བཀའ་བློན་ཁྲི་པ་, Wylie : bka' blon khri pa, THL : Kalön Tripa ; chinois simplifié : 噶伦赤巴 ; chinois traditionnel : 噶倫赤巴 ; pinyin : gálún chìbā) est l'équivalent du premier ministre.

## Quelques kalön
- Khangchenné, Kalön tripa, de 1721 à 1727) ;